# Lebia bilineata
Lebia bilineata är en skalbaggsart som beskrevs av Victor Ivanovitsch Motschulsky. Lebia bilineata ingår i släktet Lebia och familjen jordlöpare. Inga underarter finns listade i Catalogue of Life.